# Eleições gerais no Reino Unido em 2001
As eleições gerais no Reino Unido em 2001 foram realizadas a 7 de junho para eleger os 659 assentos para a Câmara dos Comuns do Reino Unido.
Após 4 anos de estabilidade política aliada a um forte crescimento económico, bem como, a contínua forte popularidade de Tony Blair, o Partido Trabalhista obteve uma nova vitória eleitoral, mantendo a maioria absoluta, ao perder, apenas, 5 deputados, em relação a 1997. A vitória dos trabalhistas, como as sondagens indicavam, nunca esteve em causa, o que, causou, um certo desinteresse do eleitorado em relação as eleições.
O Partido Conservador, apesar de ter um novo líder, William Hague, continuava a sofrer com fortes divisões internas, em muito, causadas pela linha a seguir em relação à União Europeia. Os conservadores voltaram a obter um resultado desastroso, conquistando, apenas, mais 1 deputado em relação a 1997, ficando-se pelos 166 deputados.
Os Liberal Democratas continuaram com o seu crescimento eleitoral, chegando aos 18,5% dos votos e 52 deputados, e, assim, confirmando o seu estatuto de terceiro maior partido britânico.
Por fim, importa realçar a grande mudança na Irlanda do Norte, onde o Partido Unionista Democrático e o Sinn Féin obtiveram fortes ganhos à custa dos partidos mais moderado como o Partido Unionista do Ulster e o Partido Social Democrata e Trabalhista.
Importa realçar que, em muito devido à previsibilidade quanto ao resultado final, estas eleições provocaram um forte desinteresse, culminando na taxa de participação mais baixa em eleições britânicas desde 1918, com apenas 59,4% dos eleitores britânicos votando nestas eleições.

## Resultados Oficiais
| Partido                 | Partido                                 | Votos      | %    | +/-     | Deputados | +/-     |
| ----------------------- | --------------------------------------- | ---------- | ---- | ------- | --------- | ------- |
|                         | Partido Trabalhista                     | 10 724 953 | 40,7 | 2,5     | 413 / 659 | 5       |
|                         | Partido Conservador                     | 8 357 615  | 31,7 | 1,0     | 166 / 659 | 1       |
|                         | Liberal Democratas                      | 4 814 321  | 18,3 | 1,5     | 52 / 659  | 6       |
|                         | Partido Nacional Escocês                | 464 314    | 1,8  | 0,2     | 5 / 659   | 1       |
|                         | Partido de Independência do Reino Unido | 390 563    | 1,5  | 1,2     | 0 / 659   | Estável |
|                         | Partido Unionista do Ulster             | 216 839    | 0,8  | Estável | 6 / 659   | 4       |
|                         | Plaid Cymru                             | 195 893    | 0,7  | 0,2     | 4 / 659   | Estável |
|                         | Partido Unionista Democrático           | 181 999    | 0,7  | 0,4     | 5 / 659   | 3       |
|                         | Sinn Féin                               | 175 933    | 0,7  | 0,3     | 4 / 659   | 2       |
|                         | Partido Social Democrata e Trabalhista  | 169 865    | 0,6  | Estável | 3 / 659   | Estável |
|                         | Outros                                  | 675 909    | 2,5  |         | 0 / 659   |         |
| Total                   | Total                                   | 26 368 204 | 100  |         | 659 / 659 |         |
| Eleitorado/Participação | Eleitorado/Participação                 | 44 390 916 | 59,4 | 11,9    |           |         |